# مجموعه (تپه و محوطه) بقایای معماری تنگ گرگ دا
مجموعه (تپه و محوطه) بقایای معماری تنگ گرگ دا مربوط به سده‌های میانه دوران‌های تاریخی پس از اسلام است و در شهرستان گچساران، بخش مرکزی، دهستان امامزاده جعفر، ۳ کیلومتری روستای تلخاب شیرین، ۲ کیلومتری بالاتر از کارخانه سنگ‌شکن روانگرد واقع شده و این اثر در تاریخ ۱۸ شهریور ۱۳۸۷ با شمارهٔ ثبت ۲۳۲۲۴ به‌عنوان یکی از آثار ملی ایران به ثبت رسیده است.